# Vitória da Conquista (gemeente)
Vitória da Conquista is een stad in de Braziliaanse staat Bahia. De stad ligt op ongeveer 509 km van Salvador, de hoofdstad van Bahia. De stad telt rond de 370.000 inwoners. Na Salvador en Feira de Santana is het de derde stad van de staat Bahia.
Vitória da Conquista is het regionale centrum van de koffieindustrie. 

## Aangrenzende gemeenten
De gemeente grenst aan Anagé, Barra do Choça, Belo Campo, Cândido Sales, Encruzilhada, Itambé, Planalto en Ribeirão do Largo.

## Sport
De stad heeft twee professionele voetbalclubs: Vitória da Conquista en Serrano SC. Onderlinge rivaliteit tussen de clubs uit zich in de klassieker: Clássico do Café, ook bekend als de Clássico do Sudoeste.

## Geboren
- Glauber Rocha (1939-1981), regisseur
- Leandro Domingues (1983-2025), voetballer